# Behram Kurşunoğlu
Behram Kurşunoğlu (Çaykara, Trebizonda, Turquia, 14 de março de 1922 – Miami, 25 de outubro de 2003) foi um físico turco, fundador e diretor do Center for Theoretical Studies, University of Miami. É conhecido por seus trabalhos sobre teoria do campo unificado. Participou da descoberta de dois diferentes tipos de neutrinos no final da década de 1950. Durante sua carreira na Universidade de Miami acolheu diversos laureados com o Prêmio Nobel, incluindo Paul Dirac, Lars Onsager e Robert Hofstadter. Escreveu diversos livros sobre assuntos variados da física, sendo o mais notável deles Modern Quantum Theory (1962).

## Publicações

### NoPhysical Review Letters
1. 1951 On Einstein's Unified Field Theory
2. 1953 Derivation and Renormalization of the Tamm-Dancoff Equations
3. 1953 Expectations from a Unified Field Theory
4. 1953 Unified Field Theory and Born-Infeld Electrodynamics

### NoPhysical Review
1. 1952 Gravitation and Electrodynamics
2. 1954 Tamm-Dancoff Methods and Nuclear Forces
3. 1956 Transformation of Relativistic Wave Equations
4. 1957 Proton Bremsstrahlung
5. 1963 Brownian Motion in a Magnetic Field
6. 1964 New Symmetry Group for Elementary Particles. I. Generalization of Lorentz Group Via Electrodynamics
7. 1967 Space-Time and Origin of Internal Symmetries
8. 1968 Dynamical Theory of Hadrons and Leptons

### NoPhysical Review D
1. 1970 Theory of Relativistic Supermultiplets. I. Baryon SpectroscopyElectrodynamics
2. 1970 Theory of Relativistic Supermultiplets. II. Periodicities in Hadron Spectroscopy
3. 1974 Gravitation and magnetic charge
4. 1975 Erratum: Gravitation and magnetic charge
5. 1976 Consequences of nonlinearity in the generalized theory of gravitation
6. 1976 Velocity of light in generalized theory of gravitation

### NoJournal of Mathematical Physics
1. 1961 Complex Orthogonal and Antiorthogonal Representation of Lorentz Group
2. 1967 Unitary Representations of U(2, 2) and Massless Fields

### NoReviews of Modern Physics
1. 1957 Correspondence in the Generalized Theory of Gravitation